# Schlossmühle (Flechtingen)

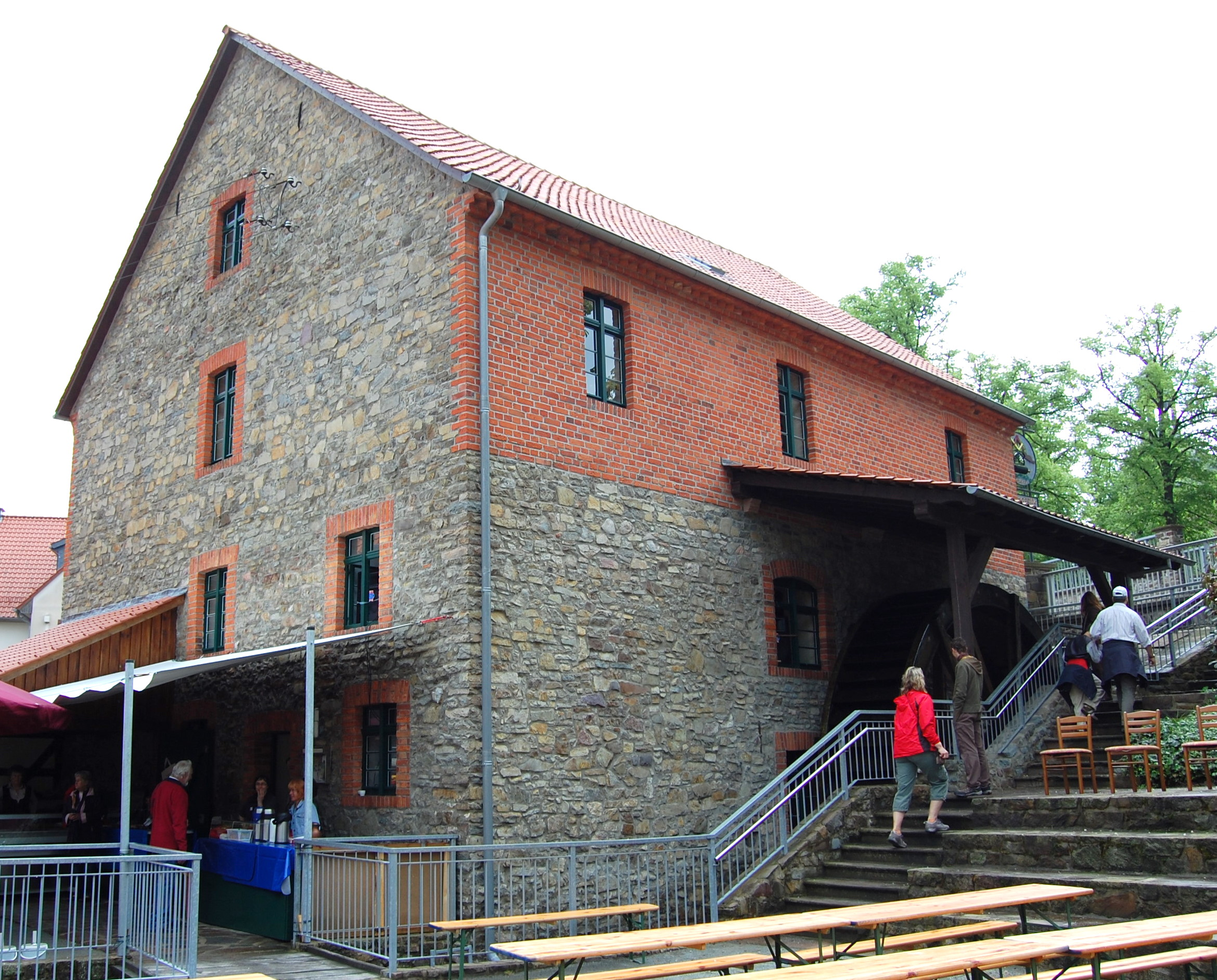
Schlossmühle in Flechtingen

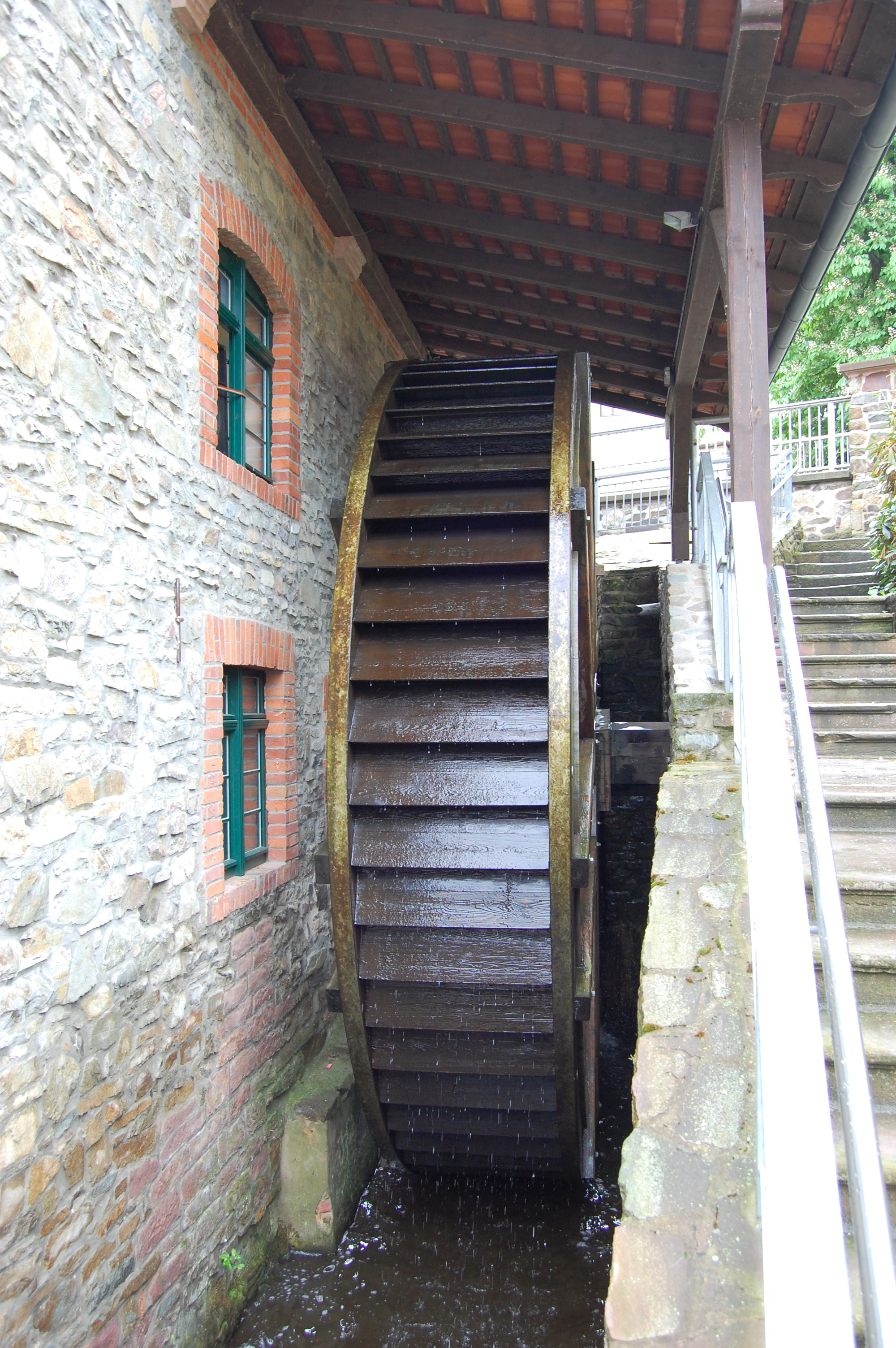
Wasserrad der Schlossmühle

Die Schlossmühle ist eine Wassermühle in Flechtingen in Sachsen-Anhalt.

## Geschichte
Die Schlossmühle besteht zumindest seit 1311 als Wassermühle. Der Name Schlossmühle leitet sich von dem in unmittelbarer Nähe befindlichen Schloss Flechtingen ab. Das Gebäude in seiner heutigen Form wurde 1695 errichtet. Den damaligen Umbau mit oberschlächtigem Wasserrad nahm die Familie von Schenk vor. Aus dieser Zeit stammt ein noch vorhandener Wappenstein. Alle Pächter der Mühle besaßen das Wasserrecht und regelten über ein Wehr den Zufluss aus den unmittelbar bachaufwärts liegenden Seen. Mit diesem Zufluss konnte die Mühle ganzjährig betrieben werden.
Während des 19. Jahrhunderts wurde die Gebäudesubstanz, insbesondere das Obergeschoss und der Dachstuhl erneuert. Ende des 19. Jahrhunderts ersetzte man das Wasserrad durch einen Sauggasmotor. Später wurde eine Francis-Turbine eingesetzt. An das Stromnetz wurde die Mühle im 20. Jahrhundert angeschlossen. Sie war noch bis in die 1970er Jahre mit einem eigenen Müller in Betrieb. Dann wurde sie von der örtlichen LPG übernommen und als Schrotmühle bis in die 1990er Jahre betrieben.
2003 wurde, unterstützt mit Fördermitteln der Europäischen Union, die Restaurierung der Schlossmühle aufgenommen. Nicht benötigte Nebengebäude wurden abgerissen und die Gebäudemauern abgestrahlt und neu verfugt. Auch das Wasserrad wurde neu bestellt und der Mühlengraben gesäubert. Das neue Wasserrad ist dabei als mittelschlächtiges Rad ausgeführt. Ein Schrotgang ist nach seiner Restaurierung wieder einsatzfähig. 2004 konnte die Schlossmühle wieder eröffnet werden.

## Ausstattung
Im untersten Geschoss der Mühle befindet sich der Getriebekeller mit restauriertem Antrieb; an ihn ist das neue Wasserrad angeschlossen. Alle Maschinen der Mühle werden von hier aus über Zahnräder oder Transmissionen angetrieben.
Das an der Außenseite befindliche Wasserrad hat einen Durchmesser von sechs Metern. Am Rad sind 60 Wasserkästen mit einem Fassungsvermögen von je 33 Litern angebracht. Das Rad macht etwa vier bis sechs Umdrehungen in der Minute. Die Leistung beträgt etwa 6 PS.
Über dem Getriebekeller befindet sich der Steinboden mit den Schrotgängen und den Walzenstühlen. Neben dem funktionsfähigen Schrotgang gibt es einen zweiten, an dem die technischen Funktionen nachvollzogen werden können. Regelmäßig zum Deutschen Mühlentag werden die Anlagen der Mühle in Funktion gesetzt.
Oberhalb des Steinbodens befindet sich der ehemalige Versandboden. In ihm ist heute der Schlossladen untergebracht. Der Dachboden dient als Ausstellungsraum. Es werden Exponate zur Geschichte Flechtingens, der Geologie des Flechtinger Höhenzugs sowie der Nachbau einer Müllerstube gezeigt, die die Lebensverhältnisse eines Müllergesellens in der Mühle darstellen soll. In der Mühle ist darüber hinaus auch der Heimatverein Flechtingen untergebracht.